# Quaet-Faslem-Haus

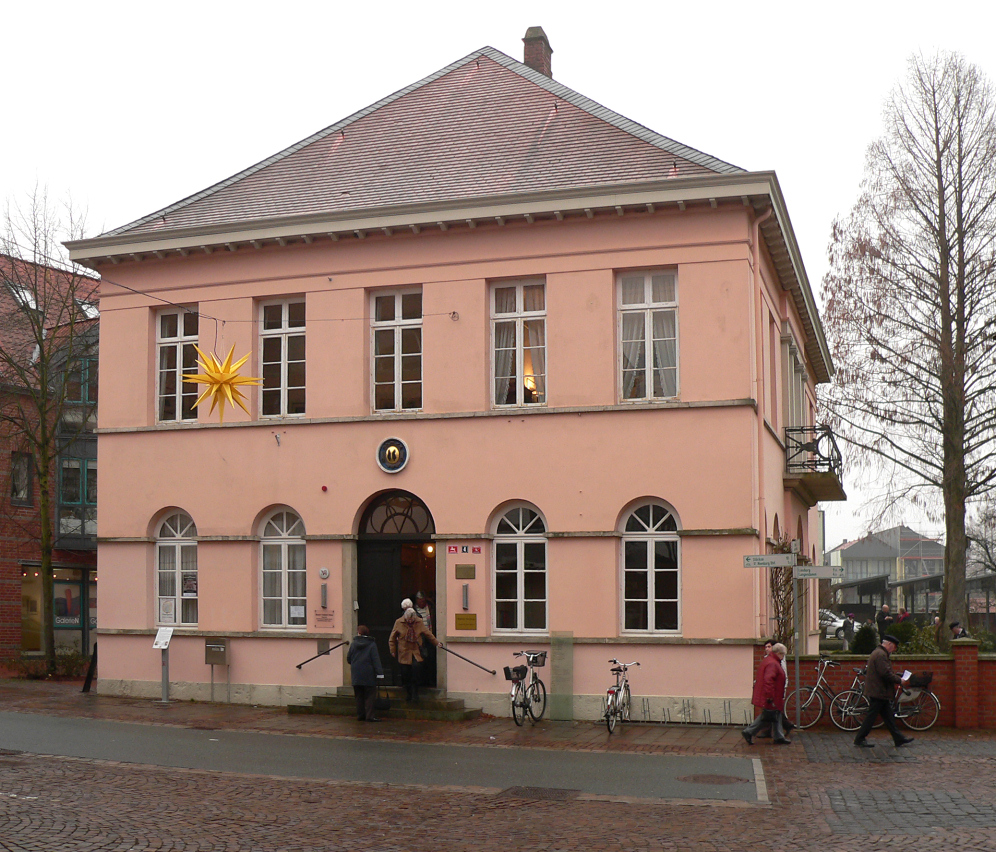
Quaet-Faslem Haus

Der Quaet-Faslem-Haus in Nienburg/Weser ist eine Villa im klassizistischen Stil, die sich der belgisch-deutsche Architekt Emanuel Bruno Quaet-Faslem 1821 als Wohnhaus errichtete. 
Das Gebäude steht im ehemaligen Stadtwallgebiet der Stadtbefestigung Nienburg. Es ist ein zweigeschossiger, kubischer Baukörper unter einem Walmdach, an den sich im Osten drei Anbauten anschließen. Der Steinbau ist hellrosé verputzt. An der Südfassade wird die Mittelachse durch risalitartige Mauerverstärkungen mit einem angedeuteten Palladio-Motiv im Untergeschoss und einer Pilasterrahmung der Maueröffnungen im Obergeschoss betont. Der Balkon präsentiert sich mit dekorativem Eisengitter. Im Erdgeschoss hat der Bau Rundbogenfenster und im Obergeschoss hochrechteckige Fenster. Eine 1995 abgeschlossene Sanierung brachte die ursprüngliche Form und Farbigkeit wieder hervor.
Im Inneren weist das Haus eine bedeutende Innenraumgestaltung auf. Die drei gartenseitigen Räume im Obergeschoss dienten Emanuel Bruno Quaet-Faslem der Repräsentation. Ihre Decken sind mit farbigen französischen Deckentapeten geschmückt, die von der Pariser Manufaktur J. Dufour & Leroy um 1830 angefertigt wurden.
Das Gebäude steht im Eigentum der Hoya-Diepholzschen Landschaft und wird vom Museum Nienburg sowie für Veranstaltungen genutzt. Es ist für die Öffentlichkeit zugänglich. Im Obergeschoss zeigt eine Ausstellung das Leben und Werk von Emanuel Bruno Quaet-Faslem und im Erdgeschoss befindet sich eine Ausstellung zum Nienburger Maler Ernst Thoms.